# Elaeocarpus glaber
Elaeocarpus glaber är en tvåhjärtbladig växtart som beskrevs av Carl Ludwig von Blume. Elaeocarpus glaber ingår i släktet Elaeocarpus och familjen Elaeocarpaceae. Utöver nominatformen finns också underarten E. g. sphaeroblastus.